# Mylo Xyloto
Mylo Xyloto (pronúncia: /ˈmaɪləʊ ˈzaɪlətəʊ/) é o quinto álbum de estúdio da banda de rock alternativo britânica Coldplay. Foi lançado mundialmente em 24 de outubro de 2011 pela gravadora EMI.
Ele foi precedido pelo single "Every Teardrop Is a Waterfall" em 3 de junho de 2011. A canção "Paradise" foi lançado como o segundo single, três meses depois, em setembro. Internacionalmente, o álbum alcançou o topo das vendas e das paradas de sucesso em 17 países. No Reino Unido, Mylo Xyloto tornou-se o quinto álbum a estrear no número um, vendendo 208 mil unidades em sua primeira semana, em um conjunto de uma semana de recorde de vendas digitais com 83 000 cópias vendidas. O disco tornou-se também o terceiro do grupo a estrear em primeiro lugar nas paradas da Billboard 200 nos Estados Unidos, vendendo 447 mil cópias na primeira semana de vendas. "Paradise" e "Every Teardrop Is a Waterfall" receberam um total de 3 indicações ao 54º Grammy Awards. Mylo Xyloto acabou recebendo críticas mistas e favoráveis dos críticos musicais.

## Composição e gravação
O vocalista Chris Martin afirmou que não acha que "bandas devem continuar após 33 anos de idade", mas posteriormente reformulou sua afirmação passada, para dizer que devem prosseguir "como se fosse o último, porque essa é a única forma de proceder", acrescentando que ele nunca pensou quem a banda iria se dividir, em dezembro de 2008. O baixista Guy Berryman, que antes havia dito que a banda vai "apenas começar a trabalhar e ver como tudo corre para seguir em frente", ele informou que a banda voltaria ao estúdio:
"Já temos algumas ideias para as novas canções. Nós nunca paramos de escrever. Nós vamos para o estúdio com todos os nossos melhores planos, e acabamos por fazer aquilo que não era a nossa intenção. É simplesmente emocionante saber o que vai sair nos alto-falantes daqui a um ano. Temos coisas muito excitantes preparadas. É hora de levar a nossa música para direções diferentes e explorar outras vias".
Em uma entrevista, Chris Martin previu o estilo do álbum denominando-o como uma fanfarra, e apresenta um som mais "despojado". Ele também disse que o título do álbum "provavelmente começaria com a letra M".
Em 2008, o Coldplay estabeleceu sua sede de gravações no "The Bakery", uma padaria abandonada em Primrose Hill, no norte de Londres, onde gravaram Viva la Vida or Death and All His Friends. No entanto, eles trocaram o local por uma igreja vazia, também no Norte de Londres, para começar a trabalhar em seu álbum, com colaboração de Brian Eno. Esse estúdio próximo ao The Bakery ficou conhecido como The Beehive (A Colmeia).
Após a confirmação de várias aparições em festivais, a banda estreou novas canções em seu concerto ao vivo no Rock im Park em Nuremberg, Alemanha. "Havia uma boa quantia de material novo hoje à noite — um total de sete músicas — apenas uma das quais tinha qualquer hipótese de já ter sido ouvida por alguém da plateia", disse o blog oficial Roadie #42. O nome das canções apresentadas no festival são "Every Teardrop Is a Waterfall", "Princess of China", "Major Minus", "Mylo Xyloto", "Hurts Like Heaven", "Charlie Brown", e "Us Against the World".

## Estilo
Mylo Xyloto é um álbum conceitual, e seu conteúdo segue uma longa história. De acordo com Chris Martin, o álbum é "baseado em uma história de amor com um final feliz", na qual dois protagonistas que vivem em um opressivo e distópico meio ambiente, se conhecem através de uma gangue, e apaixonam-se. Liricamente, o álbum foi inspirado pela "antiga escola americana de grafite" e pelo "Movimento Rosa Branca". Martin também disse que o álbum foi influenciado pela série de TV da HBO, The Wire. A banda afirmou em várias ocasiões que queriam que o quinto álbum de estúdio fosse "mais acústico" e "mais íntimo" do que seu álbum antecessor, Viva la Vida or Death and All His Friends, de 2008.

## Lançamento e promoção
O álbum foi previsto para ser lançado em dezembro de 2010 como uma "entrada de década", mas foi adiada para 2011, já que o álbum ainda estava longe do término, e o grupo ainda não havia concluído sua turnê Viva la Vida Tour. Chris Martin e Jonny Buckland mencionaram que o álbum seria lançado até o final de 2011.

### Singles
Em 31 de maio de 2011, eles anunciaram que a canção "Every Teardrop Is a Waterfall" seria lançada em 03 de junho, às 12:00, em formato de download digital. O single contém elementos da canção "I Go to Rio", escrita por Peter Allen e Adrienne Anderson. Em 3 e 4 de junho de 2011, no mesmo dia, e no dia seguinte do lançamento do single, o Coldplay fez dois concertos no Rock am Ring Festival na Alemanha. Em 21 de junho de 2011, o site oficial da banda anunciou que iria lançar um EP digital contendo as canções "Every Teardrop Is a Waterfall", "Major Minus", e "Moving to Mars" em 26 de junho.
O segundo single do álbum, "Paradise", foi lançado em 12 de setembro de 2011. No mesmo dia, Chris Martin anunciou que a cantora Rihanna estaria participando da canção "Princess of China". "Paradise", até o momento, alcançou a posição de número #15 na Billboard Hot 100, alcançando também o top 10 em 15 paradas em todo o mundo.
"Charlie Brown" foi o terceiro single do álbum. A canção havia sido lançado para a Contemporary Hit Radio na Suíça, em 21 de novembro de 2011. A estação de rádio holandesa 3FM, confirmou um single digital em 24 de novembro de 2011. A arte da obra do single foi publicado no mesmo site. Embora a duração da versão "radio edit" do single fosse revelado como 3:40, a data de lançamento não fora confirmada ainda pelas fontes oficiais da banda ou pela gravadora.
Em 19 de outubro, "Princess of China" foi mal interpretado pela revista Billboard como o terceiro single. Foi confirmado no site oficial do Coldplay que nenhuma liberação havia sido feita pelo grupo ou sua gravadora, a Parlophone. Depois foi confirmado como o quarto single e o clipe foi lançado dia 2 de junho de 2012 no canal do Youtube.

## Recepção

### Recepção da crítica
| Críticas profissionais | Críticas profissionais |
| Pontuações agregadas   | Pontuações agregadas   |
| Fonte                  | Avaliação              |
| ---------------------- | ---------------------- |
| Metacritic             | (65/100)               |
| Avaliações da crítica  |                        |
| Fonte                  | Avaliação              |
| Allmusic               | [ 28 ]                 |
| Chicago Tribune        | [ 29 ]                 |
| The Daily Telegraph    | [ 30 ]                 |
| Entertainment Weekly   | C+                     |
| The Guardian           | [ 32 ]                 |
| NME                    | (5/10)                 |
| Q                      | [ 34 ]                 |
| Rolling Stone          | [ 35 ]                 |
| Spin                   | (7/10)                 |
| The Upcoming           | [ 37 ]                 |

Mylo Xyloto recebeu opiniões mistas favoráveis dos críticos musicais. De acordo com a Metacritic, o álbum recebeu uma pontuação de revisão média de 65 de 100 estrelas, com base em 38 opiniões. A Spin avaliou o álbum de 7 de 10 estrelas, dizendo que como seu álbum antecessor "Mylo Xyloto tira uma paleta expansiva que se torna o primeiro dos 3 álbuns de Coldplay de som curioso". O revisor observou que "em Viva la Vida, Coldplay apresentou sentido de aventura, e este álbum, parece-me com mais vontade de agradar". Na revisão de 3 estrelas, Alexis Petridis do The Guardian, considerou a história do álbum como falta de coerência, sendo cético quanto ao álbum, alegando influências pop, escrevendo: "Muito deles soa apenas como edição padrão do Coldplay, com repletos de ecos na guitarra, cânticos e vocais que significam um grande drama deslizando em um falsete". Ele fez elogios do rítmo eletrônico, afirmando que "havia destreza com que a banda tramou a eletrônica em torno de seu som" e "realmente acrescenta um pouco de frescor a um som de fórmulas". Josh Eels da Rolling Stone, deu ao álbum uma pontuação de três estrelas e meia, chamando-o seu esforço mais ambicioso e dizendo que "seus refrões são maiores, a textura mais grandiosa, o otimismo mais otimista. É um 'grande abraço' do disco para um grande mercado". Em uma revisão para a Entertainment Weekly, Melissa Maerz deu um "C+", interpretando-a como uma tentativa do grupo para soar menos como o som convencional da banda, com finalidade de conciliar o seu sucesso comercial com o suposto estigma de ser "tão odiado como uma banda pode ser". Ela escreveu que "é estranho ouvir Martin insistir que isso é 'us against the world'(nós contra o mundo)", particularmente "dentro do mesmo tipo de expansão, soando uma guitarra mais pop que é adorado pelo mundo que eles supostamente resistem contra". Maerz concluiu: "O mundo não parece farto do Coldplay, mas talvez eles estejam cansados de si mesmos".
A revista Q atribuiu ao álbum uma pontuação máxima de 5 estrelas, dizendo: "Seu quinto álbum será no mínimo, na segurança de sustentar sua posição no topo por um longo tempo". Martin foi elogiado por seus vocais e Buckland pelos "riffs que brilham e refletem, como chuvas de meteoros", assim como Eno e Dravs que "não poupam nada da forma sonora". A revisão concluiu que "as músicas moralizantes, esta inspiração, está entre as estrelas". Neil McCormick, da The Daily Telegraph, chamou o álbum de "irresistível", descrevendo que seu humor "é aventureiro e o som é luxuosamente colorida, o toque carregado de Martin nas linhas do piano são cobertas com um reluzente tema na guitarra e guiado ao longo de simples batidas diretas". Randall Roberts do Los Angeles Times, em uma revisão de uma estrela e meia, disse que o registro "mostra a banda mais sem originalidade da década de 2000, continuando com o seu caminho de menor esforço de uma vaga oferta, abrindo uma linha neutra, como 'Uma vez em cima da hora, alguém saiu fugindo'". Roberts foi crítico das letras de Martin, explicando: "Cada toque de amargura lírica é seguida por açúcar suficiente para disfarçar o sabor, o que pode ser bom a curto prazo, mas não é uma receita à saúde a longo prazo". Martin Aston da BBC Music, elogiou o álbum como "um vitorioso quinto LP, que revela pontos fortes familiares em todos os lugares certos". O escritor da Allmusic, Stephen Thomas Erlewine, deu a Mylo Xyloto 3.5 de 5 estrelas, descrevendo que "tem uma vantagem sobre os outros álbuns do grupo, por uma razão simples: não está mais tentando imitar a devoção portentosa do U2. Eles abraçaram o seu 'eu' colegial e estão simplesmente cantando canções de amor e de bom ânimo, embora em larga escala que, de alguma maneira, parece menor devido a amabilidade insuprimível da banda".

### Performance comercial
Em sua terra natal, o Reino Unido, o álbum vendeu 122.000 cópias em seus três primeiros dias de venda segundo a The Official Charts Company. Ele estreou primeiro lugar no UK Albums Chart vendendo mais de 208.000 unidades, dando à banda seu quinto álbum número um e o segundo maior na primeira semana de vendas de 2011, atrás apenas do álbum Born This Way, de Lady Gaga. Coldplay é o terceiro grupo a estrear no número primeiro lugar nas paradas com os seus cinco primeiros álbuns, atrás dos The Beatles (11) e Oasis (7). Também foram contabilizados 83.000 downloads, tornou-se o primeiro álbum a vender mais de 80 mil cópias digitais em uma semana, um recorde anteriormente por posse da banda Take That em seu álbum Progress que vendeu 79.800 unidades. Em sua segunda semana na parada, o álbum caiu para a segunda posição, vendendo 67.132 cópias.
Mylo Xyloto estreou na primeira posição na Billboard 200 dos Estados Unidos, com mais de 447.000 cópias vendidas na primeira semana de vendas. No Canadá, o álbum também estreou no topo das paradas da Canadian Albums Chart, vendendo 65.000 cópias em sua semana de estréia. Na Austrália, também foi número um em vendas. Em sua segunda semana na parada, o álbum foi certificado por platina pela Australian Recording Industry Association (ARIA) com mais de 70.000 cópias vendidas. Na Dinamarca, o Mylo Xyloto estreou em primeiro lugar, vendendo 7.807 unidades. O disco foi certificado por platina pela Federação Internacional da Indústria Fonográfica (IFPI) ao passar da marca de um milhão de cópias vendidas.

## Lista de faixas
Todas as canções escritas por Guy Berryman, Jonny Buckland, Will Champion e Chris Martin. Enoxification (refere-se à participação de Eno, como uma "intoxicação" por Eno) e composições adicionais por Brian Eno.
| N.º            | Título                                            | Letras                                                                                          | Duração |  |
| 1.             | "Mylo Xyloto"                                     |                                                                                                 | 0:42    |  |
| 2.             | "Hurts Like Heaven"                               |                                                                                                 | 4:02    |  |
| 3.             | "Paradise"                                        |                                                                                                 | 4:38    |  |
| 4.             | "Charlie Brown"                                   |                                                                                                 | 4:45    |  |
| 5.             | "Us Against the World"                            |                                                                                                 | 4:00    |  |
| 6.             | "M.M.I.X."                                        |                                                                                                 | 0:48    |  |
| 7.             | "Every Teardrop Is a Waterfall"                   | Guy Berryman, Jonny Buckland, Champion, Brian Eno, Chris Martin, Peter Allen, Adrienne Anderson | 4:01    |  |
| 8.             | "Major Minus"                                     |                                                                                                 | 3:30    |  |
| 9.             | "U.F.O."                                          |                                                                                                 | 2:18    |  |
| 10.            | "Princess of China" (com participação de Rihanna) |                                                                                                 | 3:58    |  |
| 11.            | "Up in Flames"                                    |                                                                                                 | 3:13    |  |
| 12.            | "A Hopeful Transmission"                          |                                                                                                 | 0:33    |  |
| 13.            | "Don't Let It Break Your Heart"                   |                                                                                                 | 3:54    |  |
| 14.            | "Up with the Birds"                               | Guy Berryman, Jonny Buckland, Will Champion, Brian Eno, Chris Martin, Leonard Cohen             | 3:46    |  |
| Duração total: | Duração total:                                    | Duração total:                                                                                  | 44:09   |  |

| Faixas bônus lançadas no Japão |                                                              |                                                           |         |  |
| N.º                            | Título                                                       | Letras                                                    | Duração |  |
| 15.                            | "Charlie Brown" (Live from Glastonbury 2011)                 |                                                           | 4:48    |  |
| 16.                            | "Life Is for Living" (Live from Glastonbury 2011)            | Guy Berryman, Jonny Buckland, Will Champion, Chris Martin | 2:30    |  |
| 17.                            | "Every Teardrop Is a Waterfall" (Live from Glastonbury 2011) |                                                           | 4:38    |  |

- As faixas foram divulgadas no site da banda em 9 de setembro de 2011.[51][52]

Créditos de amostra
- "Every Teardrop Is a Waterfall" incorpora elementos da canção "Ritmo De La Noche", escrito por Alex Christensen, Harry Castioni, Bela Lagonda e Jeff Wycombe, que incorpora elementos da canção "I Go to Rio", escrita por Peter Allen e Adrienne Anderson.
- "Princess of China" apresenta uma amostra da canção "Takk...", escrito por Jón Þór Birgisson, Orri Páll Dýrason, Georg Hólm e Kjartan Sveinsson, realizado por Sigur Rós.
- "Up with the Birds" apresenta amostras da canção "Drive by You", de Brian May. Também inclui uma amostra lírica de "Anthem", de Leonard Cohen.

## Paradas e certificações
| País/Parada (2011)                | Melhor posição |
| --------------------------------- | -------------- |
| Alemanha (Media Control Charts)   | 1              |
| Austrália (ARIA)                  | 1              |
| Áustria (Ö3 Austria Top 40)       | 2              |
| Bélgica (Ultratop 50 Flanders)    | 1              |
| Bélgica (Ultratop 40 Valônia)     | 1              |
| Brasil (Top 20 Semanal)           | 5              |
| Canadá (Canadian Albums Chart)    | 1              |
| Dinamarca (Tracklisten)           | 1              |
| Eslovênia (Slovenia Albums Chart) | 1              |
| Espanha (PROMUSICAE)              | 3              |
| Finlândia (Mitä hittiä)           | 2              |
| França (SNEP)                     | 1              |
| Grécia (IFPI Greece)              | 2              |
| Holanda (MegaCharts)              | 1              |
| Irlanda (Irish Albums Chart)      | 1              |
| Itália (FIMI)                     | 1              |
| México (AMPROFON)                 | 1              |
| Nova Zelândia (RIANZ)             | 1              |
| Noruega (VG-lista)                | 1              |
| Portugal (AFP)                    | 1              |
| Peru (Peru Albums Chart)          | 1              |
| Suécia (Sverigetopplistan)        | 1              |
| Suíça (Schweizer Hitparade)       | 1              |
| Reino Unido (UK Albums Chart)     | 1              |
| Estados Unidos (Billboard 200)    | 1              |

| Argentina (CAPIF) | Ouro       | 20 000x    |
| Austrália (ARIA) | 2× Platina | 140 000^   |
| Áustria (IFPI Áustria) | Ouro       | 10 000x    |
| Dinamarca (IFPI Dinamarca) | 2× Platina | 40 000^    |
| Espanha (PROMUSICAE) | Platina    | 60 000^    |
| Itália (FIMI) | 3× Platina | 180 000*   |
| Nova Zelândia (RIANZ) | 2× Platina | 30 000^    |
| Portugal (AFP) | Platina    | 20 000x    |
| Reino Unido (BPI) | 5× Platina | 1 200 000^ |
| Estados Unidos (RIAA) | Platina    | 1 000 000^ |
| * Números de vendas com base em certificação individual ^ Valores enviados com base em certificação individual x Números não especificados com base em certificação individual |            |            |

## Pessoal
| - Guy Berryman – composição - Jonny Buckland – composição - Will Champion – composição - Chris Martin – composição - Dave Holmes – gestão - Markus Dravs – produção, gravação - Daniel Green – produção, mixagem, gravação - Rik Simpson – produção, mixagem, gravação - Brian Eno – enoxification e composição adicional - Mark 'Spike' Stent – mixagem - Michael Brauer – mixagem - Davide Rossi – instrumentos de corda - Jon Hopkins – luz e efeitos - Rosie Danvers – violoncelo adicional - Luis Jardim – tempo de percussão - Robin Baynton – gravação - Ted Jensen – masterização - Bob Ludwig – masterização | - Andy Rugg – gravação e assistência de mixagem - Matt McGinn – gravação e assistência de mixagem - Matt Miller – gravação e assistência de mixagem - Christian Green – gravação e assistência de mixagem - Olga Fitzroy – gravação e assistência de mixagem - Ryan Gilligan – gravação e assistência de mixagem - Matt Green – gravação e assistência de mixagem - Pierre Eiras – gravação e assistência de mixagem - David Emery – gravação e assistência de mixagem - Ian Sylvester – gravação e assistência de mixagem - Noah Goldstein – gravação e assistência de mixagem - Ian Shea – gravação e assistência de mixagem - Andrew Denny – gravação e assistência de mixagem - Deepu Panjwani – gravação e assistência de mixagem - Nobuyuki Murakami – gravação e assistência de mixagem - Hidefumi Ohbuchi – gravação e assistência de mixagem - Mr Tim Crompton – gravação e assistência de mixagem |

- Créditos adaptados do encarte do álbum.[50]

## Histórico de lançamento
| Região           | Data                       | Gravadora        | Formato             |
| ---------------- | -------------------------- | ---------------- | ------------------- |
| Mundo            | 24 de outubro de 2011      | Parlophone       | CD, Download, Vinil |
| Japão            | 19 de outubro de 2011      | EMI Music Japan  | CD, Download, Vinil |
| Austrália        | 21 de outubro de 2011      | Parlophone       | CD, Download, Vinil |
| Alemanha         | 21 de outubro de 2011      | Parlophone       | CD, Download, Vinil |
| Polônia          | 24 de outubro de 2011      | EMI Music Poland | CD                  |
| Itália           | 24 de outubro de 2011      | EMI Music Italy  | Download            |
| Itália           | 25 de outubro de 2011 2011 | EMI Music Italy  | CD                  |
| América do Norte | 25 de outubro de 2011 2011 | Capitol Records  | CD, Download, Vinil |
| Brasil           | 28 de outubro de 2011      | EMI              | CD                  |
| Chile            | 31 de outubro de 2011      | EMI              | CD                  |
| Portugal         | 24 de outubro de 2011      | EMI              | CD                  |